# Tephrina partitaria
Tephrina partitaria är en fjärilsart som beskrevs av J. Peter Maassen 1890. Tephrina partitaria ingår i släktet Tephrina och familjen mätare. Inga underarter finns listade i Catalogue of Life.